# Serri
Serri (sardinsky: Sèrri) je italská obec (comune) v provincii Sud Sardegna v regionu Sardinie. Nachází se ve výšce 640 metrů nad mořem a má 613 obyvatel. Rozloha obce je 19,18 km².